# Клара Морган
Клара Морган (фр. Clara Morgane, настоящее имя — Эмманюэль Орели Мюно (фр. Emmanuelle Aurélie Munos); 25 января 1981, Марсель) — французская певица, телеведущая, бывшая порноактриса.

## Биография
С 12 лет начала работать в фотомодельном бизнесе. В 19 лет, после участия в эротической шоу-выставке в Париже, приняла решение попробовать себя как порноактриса. С 2001 по 2003 год снялась в 14 порно и эротических фильмах, в основном у режиссёра Фреда Коппулы.
В 2001 году получила приз Hot d'Or за «лучший дебют». Hot d’Or является для европейской кинопорноиндустрии «аналогом» Золотой пальмовой ветви (Palm d’Or), присуждаемой на Каннском кинофестивале.
В 2001 — 2002 годах снималась только в паре с Грегом Санторо, с которым в то время у неё был роман. В 2002 году пара рассталась, однако Клара продолжала участвовать в съёмках до 2003 года. В 2003 году прекратила сниматься в порнофильмах и издала автобиографическую книгу «Sex Star».
С сентября 2001 вела передачу «Le journal du hard» (название можно перевести как «Крутой дневник») на платном французском телеканале Canal+. Также часто появлялась на различных французских телеканалах в передачах на темы секса и эротики. C 2003 года публиковалась в различных подростковых и взрослых журналах в колонках, посвящённых интимной жизни.
В 2003 году запустила собственную линию женского нижнего белья под брендом «Clara M.» В настоящее время является рекламным лицом французского популярного лимонада «Gini» (торговая марка принадлежит Dr Pepper Snapple Group).
С 2003 года активно снимается для мужских журналов. К 2008 году появилась на обложках более сорока из них. Стала первой француженкой, появившейся на обложке американского издания Penthouse. В апреле 2007 года появилась на страницах русского издания FHM. По опросу французской версии этого журнала в 2007 году была признана самой сексуальной женщиной Франции.
В 2007 году записала и выпустила дебютный музыкальный альбом DeCLARAtion, состоящий из 12 музыкальных композиций в стиле фанк, хип-хоп и R'n'B.

## Фильмография
| Название                              | Оригинал названия                 | Дата выхода |
| ------------------------------------- | --------------------------------- | ----------- |
| Макс                                  | Max                               | 2000        |
| Проект X                              | Projet X                          | 2000        |
| Коллекционерки                        | La Collectionneuse                | 2001        |
| Заняться любовью с Кларой Морган      | Faites l’Amour avec Clara Morgane | 2001        |
| Макс 2                                | Max 2                             | 2001        |
| Нижнее белье Клары Морган             | Les dessous de Clara Morgane      | 2001        |
| Поле битвы                            | La Fille du batelier              | 2001        |
| Претендентка                          | La Candidate                      | 2002        |
| Дневник Полин                         | Le Journal de Pauline             | 2002        |
| Грешница                              | La Sulfureuse                     | 2002        |
| Луиза, или одна сладкая встреча       | Laure ou Une sensuelle rencontre  | 2003        |
| Сноубордер                            | Snowboarder                       | 2003        |
| Роскошь                               | Luxure                            | 2003        |
| Мануэла, или невозможное удовольствие | Manuela ou L’impossible plaisir   | 2003        |